# Tiro nos Jogos Olímpicos de Verão de 1932
Após ter ficado ausente de Amsterdã 1928, o tiro foi reintroduzido nos Jogos Olímpicos de Verão de 1932 em Los Angeles, com um número reduzido de provas, apenas duas.

## Tiro rápido 25 m masculino
| Pos. | País           | Atletas            | Pontos |
| ---- | -------------- | ------------------ | ------ |
|      | Itália (ITA)   | Renzo Morigi       | 36     |
|      | Alemanha (GER) | Heinz Max          | 36     |
|      | Itália (ITA)   | Domenico Matteucci | 36     |

## Carabina deitado 50 m masculino
| Pos. | País          | Atletas               | Pontos |
| ---- | ------------- | --------------------- | ------ |
|      | Suécia (SWE)  | Bertil Rönnmark       | 294    |
|      | México (MEX)  | Gustavo Huet          | 294    |
|      | Hungria (HUN) | Zoltán Soós Hradetzky | 293    |

## Quadro de medalhas do tiro
| Ordem | País         | Medalha de ouro | Medalha de prata | Medalha de bronze | Total |
| ----- | ------------ | --------------- | ---------------- | ----------------- | ----- |
| 1     | ITA Itália   | 1               | 0                | 1                 | 2     |
| 2     | SWE Suécia   | 1               | 0                | 0                 | 1     |
| 3     | GER Alemanha | 0               | 1                | 0                 | 1     |
| 3     | MEX México   | 0               | 1                | 0                 | 1     |
| 5     | HUN Hungria  | 0               | 0                | 1                 | 1     |